# Per Sivle

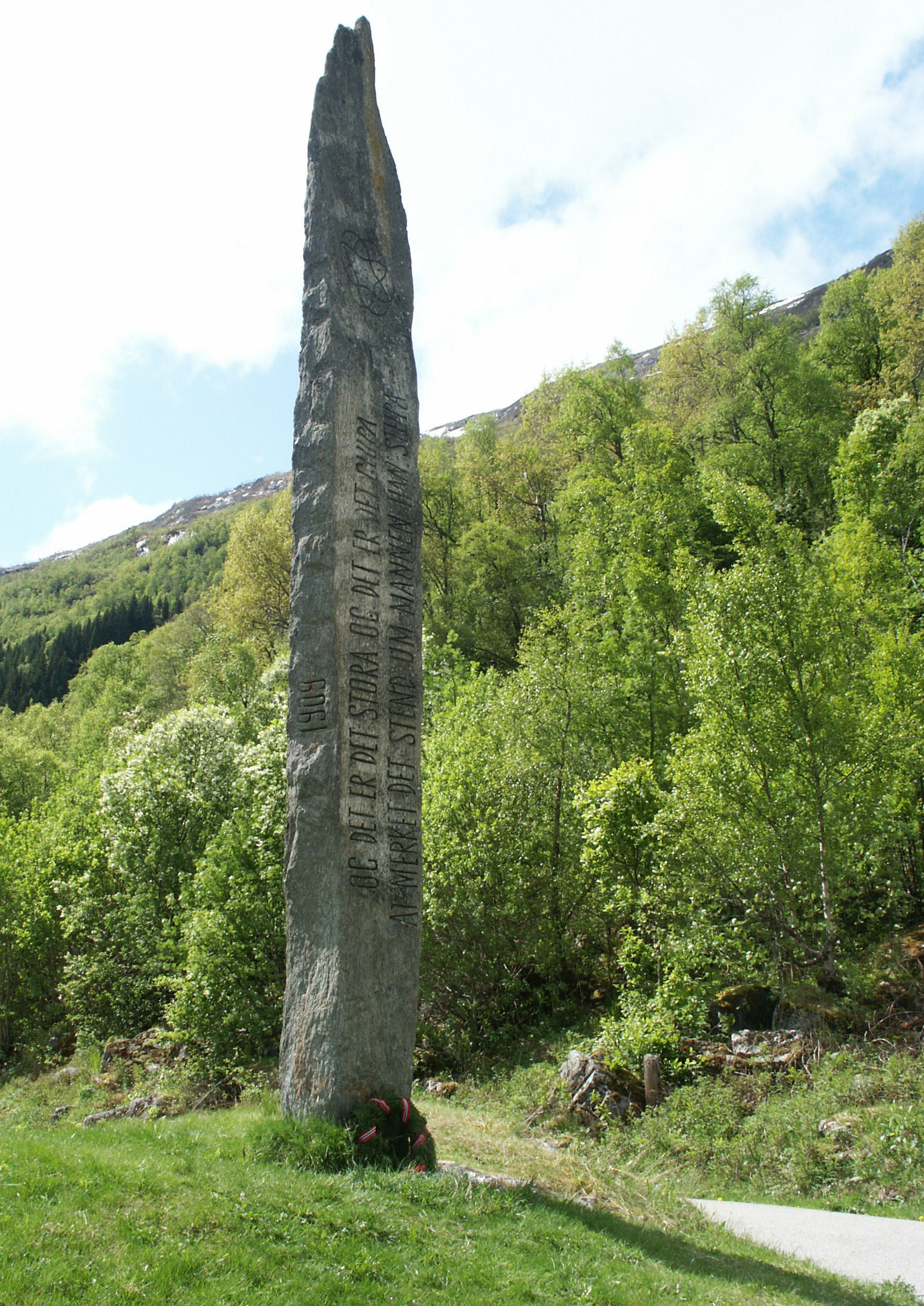
Minnessten över Per Sivle rest 1909 i Stalheim.

Per Sivle, född 6 april 1857 i Sogn, död 6 september 1904, var en norsk författare.
Sivle debuterade som författare med en serie allvarliga dikter och övergick senare till tidningsmannabanan. Genom stipendier och statsunderstöd fick han sedermera möjlighet att försörja sig som fri författare. Typiska för hans produktion var patriotiska tillfällighetsdikter som med jämna mellanrum kunde läsas i Verdens Gang. Sedan han 1903 förlorat sitt statsunderstöd drabbades han av ekonomiska svårigheter, och begick 1904 självmord.